# 텍사스 이글
텍사스 이글(영어: Texas Eagle)는 미국 일리노이주 시카고 유니언 역에서 텍사스주 샌안토니오 샌안토니오 역와 캘리포니아주 로스앤젤레스 유니언 역까지 운행되는 장거리 열차이다. 특히 1주 3회 로스앤젤레스까지 운행되는 421편과 422편의 경우 미국의 장거리 열차 중 가장 운행거리가 길며, 세인트루이스, 댈러스, 엘파소를 지난다. 2011년 기준으로 연간 이용객이 299,508명이 이 노선을 이용했다.

## 역사 및 현황
1981년 10월에 인터 아메리칸의 후속으로 최초로 등장했으며 당시 열차명은 이글(영어: Eagle)호로 운행 했다. 1988년 12월에 현재의 이름으로 변경했다. 2011년 통계 기준으로 매주 821일 운행 및 299,508명이 이 노선을 이용했다. 2013년 4월에 미국 42대 빌 클린턴 대통령의 고향인 아칸소주 호프 역을 신설했다. 현재 텍사스 이글은 21편과 22편 및 321편과 322편의 경우 샌안토니오와 세인트루이스까지 매일 운행하는 반면 로스앤젤레스까지 최장거리로 운행하는 421편과 422편의 경우 1주 3회 운행하며 68시간 45분이 소요된다.

## 운행 노선

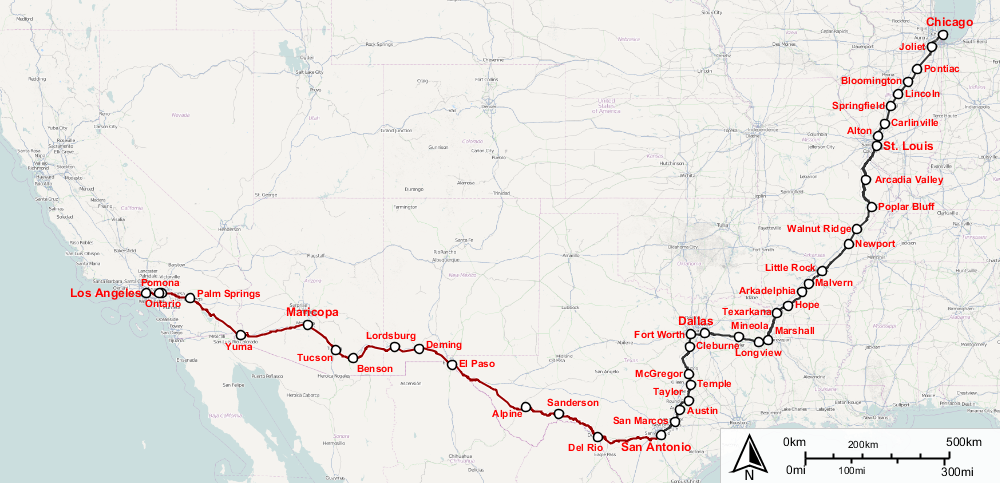
암트랙 텍사스 이글 노선도 (interactive map)

## 사진

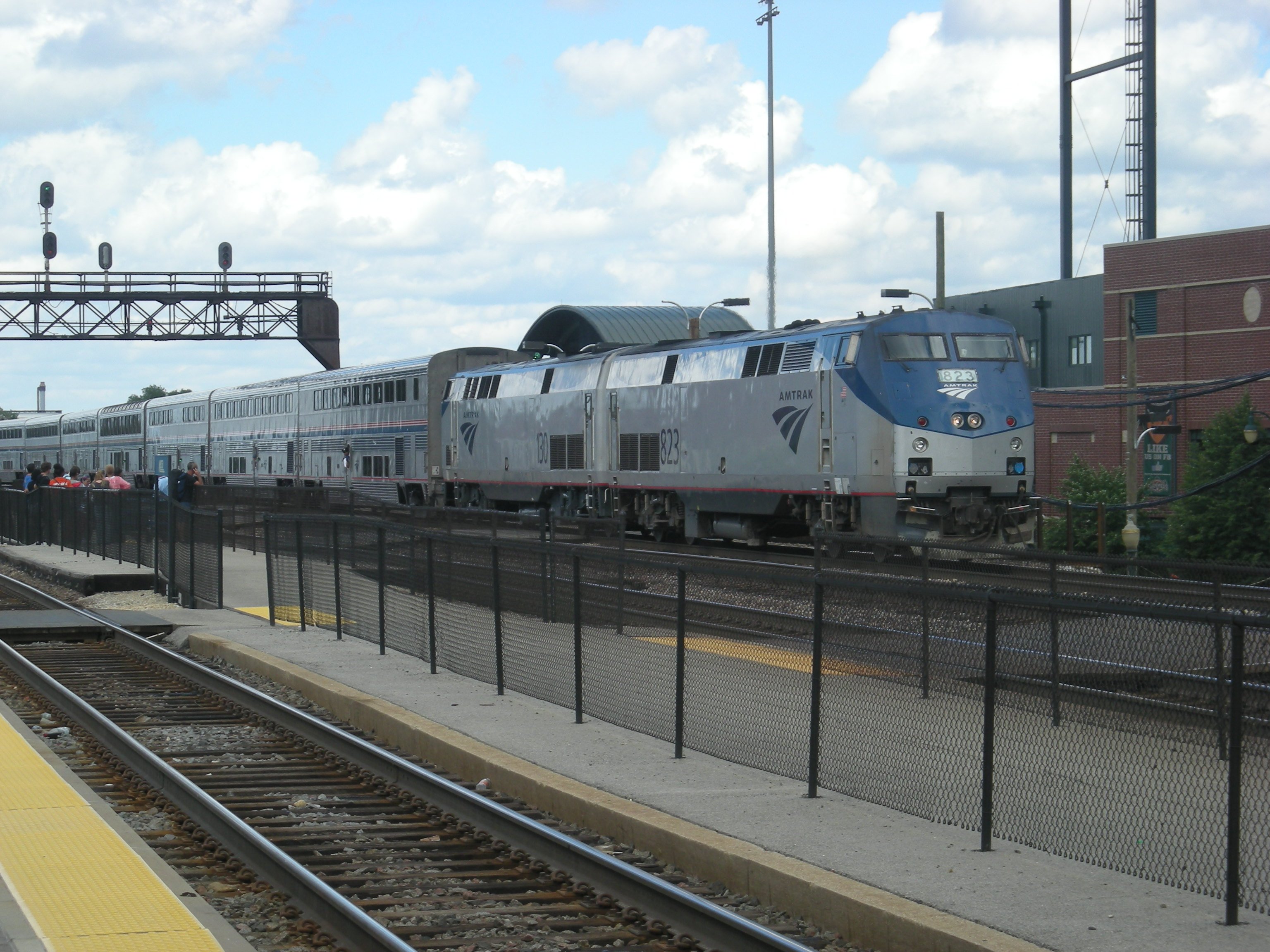
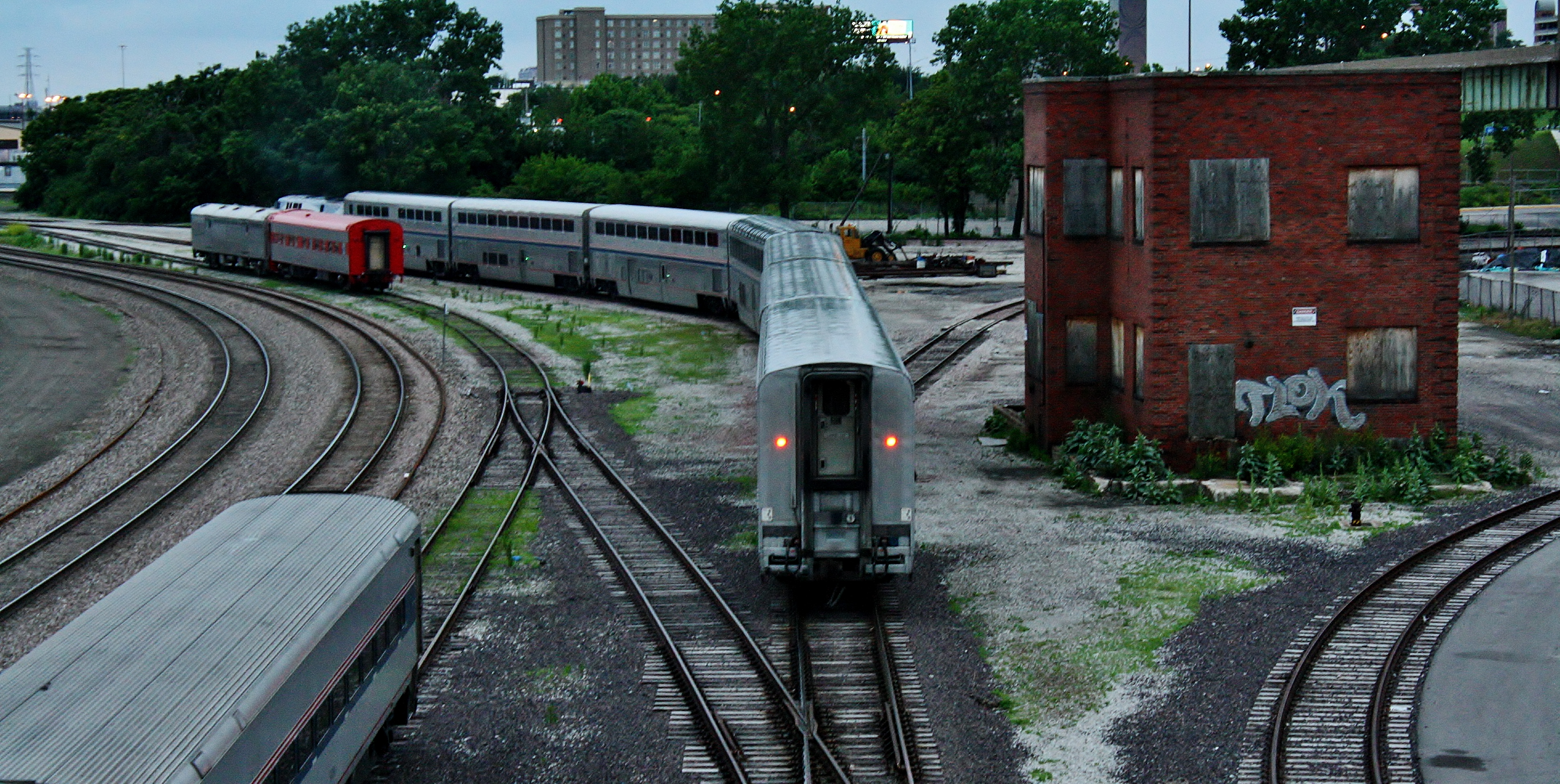
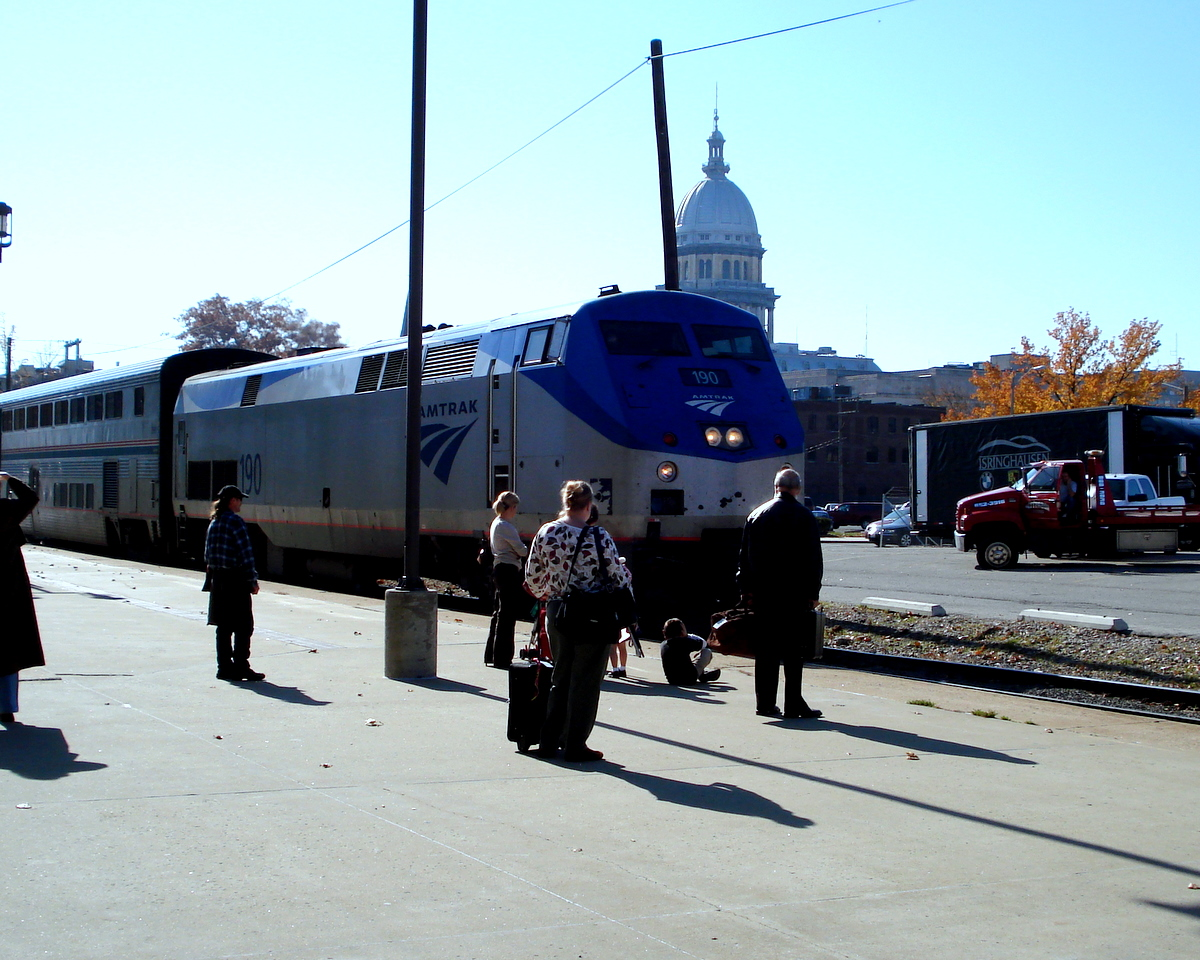